# 声 (ZORNの曲)
「声」（こえ）は、日本のラッパー、ZORNが2024年4月20日に配信リリースした楽曲。サウンドプロデュースはBACHLOGICが務めた。
ジャケットのアートワークは川上智之がポラロイドフィルムを使用して撮影された。

## ミュージックビデオ
配信日の前日である2024年4月19日、「声」のミュージック・ビデオをYouTubeに公開した。ミュージック・ビデオの監督は映像作家の山田健人が担当した。

## 記録
iTunes Storeなどといった音楽配信サイトにて配信が行われ、オリコンデジタルシングルチャートのデイリーランキング（2024年4月20日付）では7,631DLで首位に初登場し、週間ランキング（2024年4月29日付）では8,733DLで5位を記録した。Billboard JAPANのダウンロード・ソング・チャート“Download Songs”（2024年5月1日公開）では18,814DLで初登場2位を記録している。

## 収録曲
| #         | タイトル  | 作詞      | 作曲      | 編曲      | 時間 |
| --------- | --------- | --------- | --------- | --------- | ---- |
| 1.        | 「声」    | ZORN      | BACHLOGIC |           | 4:06 |
| 合計時間: | 合計時間: | 合計時間: | 合計時間: | 合計時間: | 4:06 |

## チャート
| チャート                                | 最高順位 | 出典  |
| --------------------------------------- | -------- | ----- |
| Billboard Japan Hot 100                 | 32       | [ 8 ] |
| Billboard Japan Download Songs          | 2        | [ 9 ] |
| オリコン 週間デジタルシングルランキング | 5        | [ 6 ] |